# 北海道道102号網走川湯線
北海道道102号網走川湯線（ほっかいどうどう102ごう あばしりかわゆせん）は、北海道網走市と川上郡弟子屈町を結ぶ道道（主要地方道）である。

## 概要

### 路線データ
- 起点：北海道網走市藻琴（国道244号交点）
- 終点：北海道川上郡弟子屈町川湯（国道391号交点）
- 総延長：46.150 km[1]
- 実延長：46.109 km[1]
- 重用延長：0.041 km[1]

## 歴史
- 1954年（昭和29年）3月30日 - 網走市藻琴 - 東藻琴村山園（現・大空町東藻琴山園）の間が、道道106号[2]山園藻琴停車場線に認定される[3]。
- 1969年（昭和44年）6月18日 - 旧道道106号を廃止し、道道654号網走川湯線を認定[4]。
- 1976年（昭和51年）8月31日 - 路線名は変えずに、路線番号が654から903に変わる[5][6]。
- 1993年（平成5年）5月11日 - 建設省から、網走川湯線として主要地方道に指定される[7]。
- 1994年（平成6年）10月1日 - 路線番号変更[8]。

## 路線状況

### 重複区間
- 北海道道246号小清水女満別線：網走市山里

### 主な峠
- 藻琴峠・小清水峠[9]
付近には展望台（ハイランド小清水、藻琴山展望駐車公園）があり、屈斜路湖や斜里岳・知床連山・オホーツク海が望める。
美幌峠や根北峠等の付近の国道の峠と同様、冬の荒天時は通行止めになることが多い。

### 道の駅
- ノンキーランドひがしもこと

## 地理
| 藻琴山展望駐車公園から屈斜路湖を望む |  | シバザクラ開花中の様子。橋は「芝桜橋」 |
| 藻琴山展望駐車公園から屈斜路湖を望む |  | シバザクラ開花中の様子。橋は「芝桜橋」 |

### 通過する自治体
- オホーツク総合振興局
  - 網走市
  - 網走郡大空町
  - 斜里郡小清水町
- 釧路総合振興局
  - 川上郡弟子屈町

### 交差する道路
網走市
- 国道244号 - 藻琴（起点）

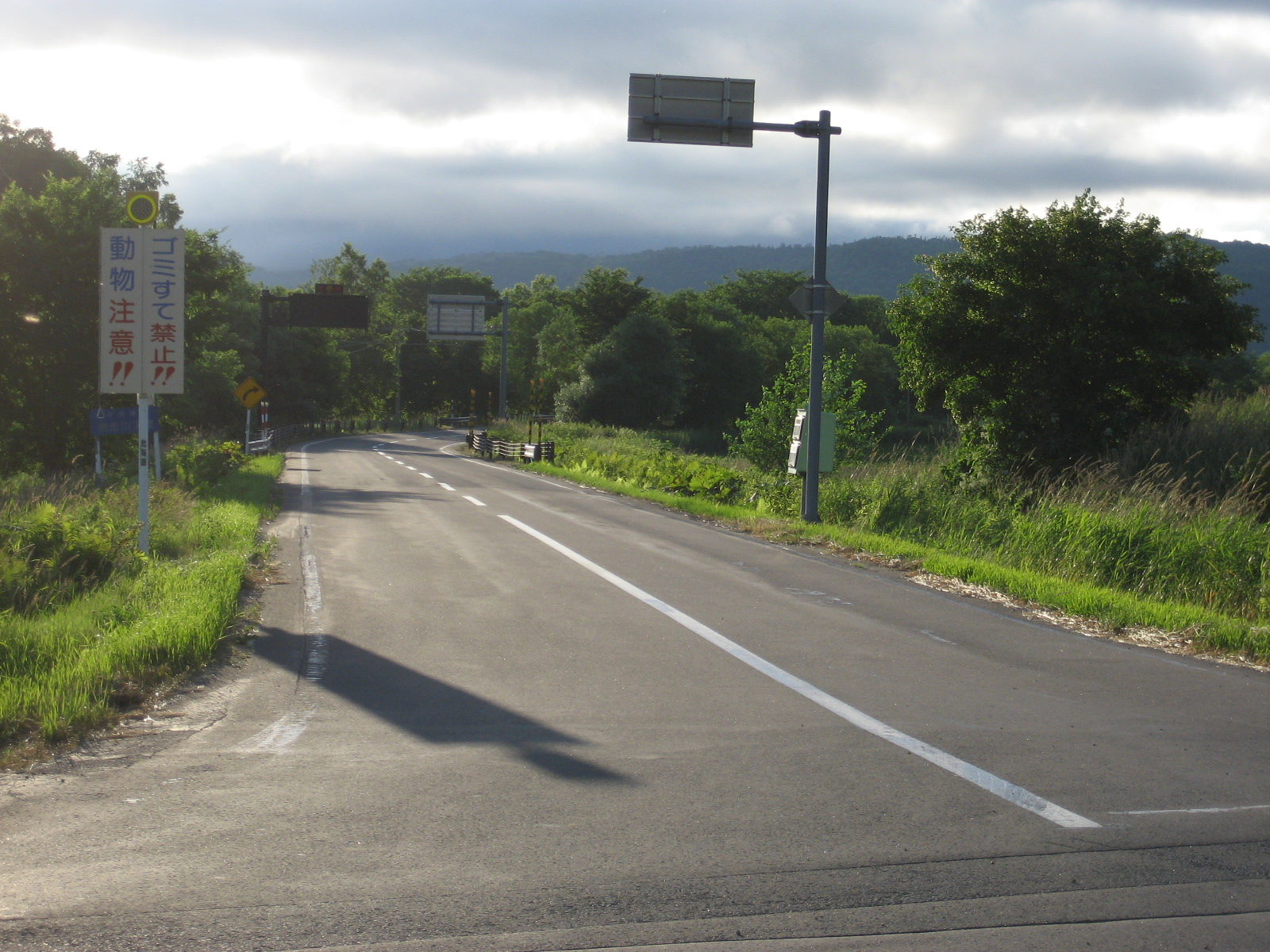
終点の様子

- 北海道道246号小清水女満別線 - 山里（重複）

大空町
- 国道334号 - 東藻琴北2区
- 北海道道995号東藻琴豊富線 - 東藻琴山園

小清水町
- 北海道道587号跡佐登小清水線- 小清水峠

弟子屈町
- 国道391号 - 川湯（終点）

#### 沿線にある施設など
網走市
- JR北海道 釧網本線 藻琴駅
- 藻琴湖
- 網走市立東小学校

大空町
- オホーツク網走農業協同組合東藻琴支所
- 東藻琴郵便局
- 網走信用金庫東藻琴支店
- 大空町立東藻琴小学校
- 大空町東藻琴総合支所
- 東藻琴芝桜公園